# Tarnalelesz, Heves
Tarnalelesz  este un sat în districtul Pétervására, județul Heves, Ungaria, având o populație de 1.858 de locuitori (2011). 

## Demografie
Componența etnică a satului Tarnalelesz
     Maghiari (69,89%)
     Romi (29,43%)
     Necunoscut (0,25%)
     Alții (0,42%)
Componența confesională a satului Tarnalelesz
     Romano-catolici (70,99%)
     Fără religie (6,03%)
     Reformați (1,18%)
     Necunoscută (21,21%)
     Alte religii (4,47%)
Conform recensământului din 2011, satul Tarnalelesz avea 1.858 de locuitori. Din punct de vedere etnic, majoritatea locuitorilor (69,89%) erau maghiari, cu o minoritate de romi (29,43%). Apartenența etnică nu este cunoscută în cazul a 0,25% din locuitori.  Din punct de vedere confesional, majoritatea locuitorilor (70,99%) erau romano-catolici, existând și minorități de persoane fără religie (6,03%) și reformați (1,18%). Pentru 21,21% din locuitori nu este cunoscută apartenența confesională.